# Калініченко Віталій Леонідович
Віталій Леонідович Калініченко (нар. 29 березня 1983) — український футболіст, захисник.

## Життєпис
Професійну кар'єру розпочав у донецькому «Металурзі-2». Потім грав за «Явір» (Краснопілля), «Шахтар» (Свердловськ), «Хімік» (Красноперекопськ), «Сталь» (Дніпродзержинськ). Взимку 2008 року перейшов у «Фенікс-Іллічовець» з села Калініно. Через фінансові проблеми клубу покинув команду на початку 2009 року.
У січні 2009 року побував на перегляді в сімферопольській «Таврії», але перейшов до ужгородського «Закарпаття». У сезоні 2008/09 років допоміг вийти «Закарпаттю» в Прем'єр-лігу. Єдиний за кар'єру матч у Прем'єр-лізі зіграв 2 серпня 2009 року в матчі проти донецького «Металурга» (1:4). У вересні 2009 року достроково залишив команду. Потім виступав за «Севастополь», «Геліос», «Тирасполь» й армянський «Титан».
Після окупації Криму російськими військами залишився на території півострова. Виступав у складі фейкових футбольних клубів «Істочне» (2014-2015), армянський «Беркут» (2015) та ялтинський «Кизилташ». З 21 липня 2017 року працює адміністратором у фейковому клубі «Євпаторія».

## Досягнення
- Перша ліга чемпіонату України
  -  Чемпіон (1): 2008/09

- Друга ліга чемпіонату України
  -  Бронзовий призер (1): 2001/02 (група «В»)